# 天鶴座BZ
天鶴座BZ，又名CD-3814801，HD 208435、SAO 213427、HR 8367，是天鶴座的一颗恒星，视星等为6.18，位于銀經5.44，銀緯-52.07，其B1900.0坐标为赤經21h 51m 0.1s，赤緯-38° -52.07′ 19″。